# Long-Range Acoustic Device

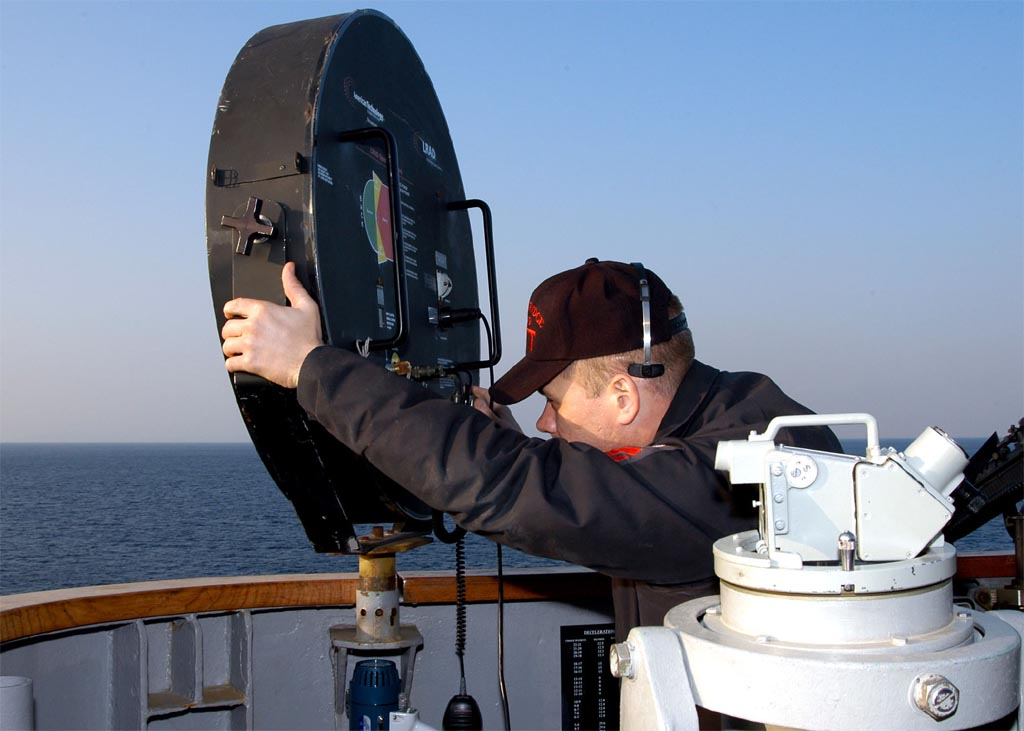
Long Range Acoustic Device im Einsatz bei der US Navy

Das Long-Range Acoustic Device (kurz LRAD), auch Schallkanone oder Schallwaffe genannt, ist eine akustische Waffe, mit der schmerzhaft laute Töne ausgesendet werden können. Das Tragen eines Gehörschutzes macht die Wirkung als Waffe zunichte.
Bekannt sind Einsätze durch staatliche Sicherheitsbehörden, Streitkräfte und private Sicherheitsdienste.
Daneben kann das Gerät im zivilen Bereich für Lautsprecherdurchsagen verwendet werden. Im Bereich der Schifffahrt wird das LRAD seit dem Zweiten Irak-Krieg 2003 im Hafen von Basra verwendet, um Lautsprecherdurchsagen an Schiffe zu ermöglichen. Nach Vorstellungen der Bugsier-Reederei soll das LRAD zur Warnung vor Windkraftanlagen in den zurzeit zahlreich in Nord- und Ostsee in Aufbau befindlichen Offshore-Windparks genutzt werden.

## Geschichte
Das LRAD wurde im Auftrag des Verteidigungsministeriums der Vereinigten Staaten als nichttödliche Waffe entwickelt. Hersteller des LRAD ist die amerikanische Firma American Technology Corporation, seit 2010 LRAD corporation, seit Oktober 2019 Genasys.

### Einsatz
Bereits 2003 war das LRAD im Zweiten Irak-Krieg im Einsatz.
Laut Aussagen eines Reedereisprechers kam am 5. November 2005 bei der Abwehr eines Piratenangriffs vor der somalischen Küste, ein auf dem Kreuzfahrtschiff Seabourn Spirit installiertes LRAD zum Einsatz.
Am Rande des G20-Gipfels in Pittsburgh 2009 kamen LRAD erstmals in den USA zur Zerstreuung von nicht genehmigten Demonstrationen zum Einsatz.
Bei den in Serbien seit Ende 2024 anhaltenden Massenprotesten gegen die Regierung von Ministerpräsident Aleksandar Vučić setzten Sicherheitsbehörden Mitte März 2025 in Belgrad sehr wahrscheinlich ein LRAD gegen friedliche Demonstranten ein.

## Funktionsweise

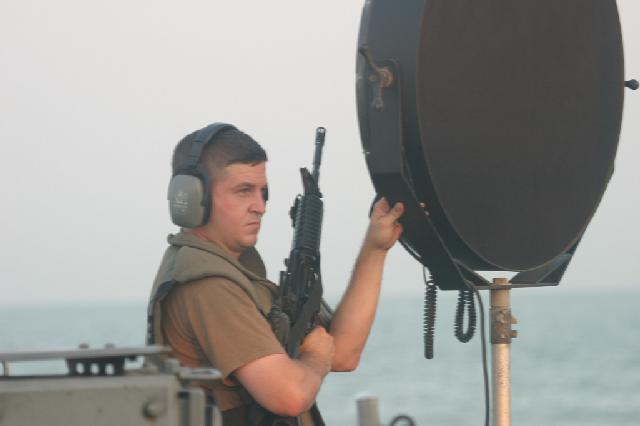
LRAD-Bediener mit Gehörschutz

Das LRAD soll sich mit einem Abstrahlwinkel von 15 bis 30 Grad (nach anderer Quelle 20 bis 25 Grad) ausrichten lassen. Das Gerät sendet akustische Signale im Bereich von 2100 bis 3100 Hertz mit einem maximalen Schalldruckpegel von etwa 150 dB aus. Der einsetzbare schrille Ton führt im Nahbereich zu einem starken Schmerzreiz. Aufgrund des hohen Schalldrucks können die Töne mindestens über einen Kilometer weit wahrgenommen werden. Nach Herstellerangaben kann es z. B. auch eingesetzt werden um Demonstranten auseinanderzutreiben. Lautsprecherdurchsagen sollen bis 500 m verständlich sein.

## Folgeschäden
Anwendungen über einen längeren Zeitraum und die Beschallung möglicher Zielpersonen können bei entsprechendem Schalldruck und Abstand zur Quelle zu leichten bis schweren Hörschäden führen. Die American Association of Audiologists vertritt den Standpunkt, dass LRADs aus gesundheitlichen Gründen für den Einsatz zur Demonstrationskontrolle verboten werden sollten.